# 네 쌍둥이 자살
《네 쌍둥이 자살》(Suicide Of The Quadruplets)은 한국에서 제작된 강진아 감독의 2008년 드라마 영화이다. 이신무 등이 주연으로 출연하였고 강진아 등이 제작에 참여하였다.

## 출연

### 주연
- 이신무
- 이종필
- 정현
- 노수산나
- 민세연
- 현숙행

## 기타
- 조명: 한민철
- 조연출: 양효주
- 믹싱: 고진영
- 미술: 이혜욱